# Arropiero, el vagabundo de la muerte
Arropiero, el vagabundo de la muerte es una película documental del director barcelonés Carles Balagué que recoge la trayectoria vital de Manuel Delgado Villegas, el Arropiero, el asesino en serie más importante de la España del siglo XX, autor de al menos 48 asesinatos. Se estrenó en España el 23 de enero de 2009.
Rodada en aquellas localidades ligadas a la vida del asesino (Barcelona, Ibiza, El Puerto de Santa María, Sevilla), cuenta con el testimonio de los policías que tuvieron relación con el Arropiero, el doctor forense Frontela, así como amigos y personal psiquiátrico ligado a este curioso personaje de la historia española fallecido en 1998.